# Dwight, Kansas
Dwight är en ort i Morris County i den amerikanska delstaten Kansas med en yta av 1 km² och en folkmängd, som uppgår till 330 invånare (2000).